# Valuehost
Valuehost — российский хостинг-провайдер, предоставляет услуги виртуального хостинга, колокации, а также услуги по регистрации доменных имён во всех распространённых зонах.

## История
Компания создана в 2000 году, в 2001 году компания активно выходит на рынок хостинга, предлагая услуги по низким ценам и бесплатную регистрацию доменов.
К осени 2001 года ValueHost уже обслуживает около 2500 сайтов, занимая третье место на российском рынке.
В 2002 году компания приступает к открытию своих собственных дата-центров в Петербурге и Москве и выходит на рынок услуг колокации
.
C 2002 по 2005 года компания занимает лидирующие позиции в России по количеству обслуживаемых доменных имён в зоне .ru.
2004 год — студией Артемия Лебедева разработан новый фирменный стиль и новый дизайн сайта valuehost.ru.
В 2006 году компания открывает второй дата-центр в Петербурге.
В 2007—2008 годах компания вход в тройку лидеров по количеству обслуживаемых доменных имён в зоне .ru.
В 2009 году компания открывает хостинговую площадку в дата-центре в США, Сан-Хосе.
В 2010 году компания ValueHost входила в десятку лидеров по количеству зарегистрированных для клиентов доменов в зоне .ru.
В 2012-2013 годах сервера провайдера испытывали значительные проблемы, связанные с работоспособностью.

## Технические данные хостинга ValueHost
Компания предоставляет хостинг на базе операционной системы FreeBSD.
Поддерживаются актуальные версии MySQL, PostgreSQL, PHP, Perl, Python.
Физически сервера компании размещаются на 5 технологических площадках: две в Санкт-Петербурге, одна в Москве, одна в Лондоне, одна в Сан-Хосе (США). Valuehost имеет прямое подключение к каналу связи Utransit Москва − Санкт-Петербург − Лондон.
Межрегиональная сеть передачи данных ValueHost, а также инфраструктура дата-центров ValueHost, построена по технологии SONET IP MPLS, с резервированием каналов данных по технологии BGP.

## Известные проблемы на хостинге
В начале 2002 года в одном из сетевых СМИ появилось сообщение о партнерском размещении на сайте ValueHost логотипов известных брендов Рунета без письменного разрешения (Яндекс, Рамблер). Тем не менее, именно в это время компания ValueHost проводила масштабную рекламную кампанию в Рунете, в том числе и на указанных ресурсах.
В 2003 год информационное агентство «Регнум», имевшее свои сайты на хостинге компании ValueHost, после произведенный несогласованной рассылки по множеству адресов и нескольких перебоев в работе своего сервера на площадке Valuehost после этого, опубликовало на своих сайтах статьи с негативными отзывами. Компания ValueHost быстро отрегировала на это, обвинив их в спаме и клевете, закрыв сайты этих СМИ.
В 2004 году ValueHost, крупнейший на то время хостинговый провайдер России (около 50 тысяч сайтов), был атакован неизвестными хакерами.
30 июня 2006 года в результате аварии на одном из серверов ValueHost были частично или полностью потеряны файлы с райд-массива с 500 сайтов, причём безвозвратно. В результате расследования оказалось, что произошел сбой RAID контроллера, а резервное копирование именно на вышедшем из строя сервере было выполнено неудачно в предыдущую ночь.
В 2007 году вокруг компании разгорелся скандал, связанный с тем, что компания отказала клиенту в бесплатной помощи по переводу домена в зоне spb.ru на обслуживание в другую компанию. Позже ситуация была урегулирована в пользу клиента по инициативе ValueHost.
9 августа 2012 года в течение продолжительного времени оказались недоступными все сервера Valuehost. Не отвечали как сайты клиентов, так и сайт самого провайдера. Почтовые и DNS сервера также не были доступны.